# Roel van Sintmaartensdijk
Roel van Sintmaartensdijk (* 8. Mai 2001 in Zuidland) ist ein niederländischer Radrennfahrer.

## Sportlicher Werdegang
Nach ersten Erfolgen bei den Junioren wurde van Sintmaartensdijk zur Saison 2021 Mitglied im VolkerWessels Cyclingteam, für das zu diesem Zeitpunkt auch sein Bruder Daan fuhr. Für das Team gewann er 2022 mehrere Rennen des nationalen Kalenders, unter anderem den Omloop van de Braakman, den Omloop van Valkenswaard sowie den Omloop der Kempen, den vier Jahre zuvor auch schon sein Bruder gewonnen hatte. International blieb er noch ohne Sieg. Zur Saison 2023 wechselte van Sintmaartensdijk in das Development Team Circus-Re Uz-Technord. Bei der Tour de Bretagne Cycliste erzielte er dann auch seinen ersten Sieg auf der UCI Europe Tour.
Nachdem van Sintmaartensdijk Anfang der Saison bereits mehrfach bei Intermarché-Circus-Wanty eingesetzt wurde, wird er zur Saison 2024 festes Mitglied im UCI WorldTeam. Seine besten Ergebnisse in der Debütsaison waren ein vierter Gesamtrang bei der ZLM Tour und der siebte Platz beim Elfstedenrace.

## Familie
Roel van Sintmaartensdijk ist der jüngere Bruder des Radrennfahrers Daan van Sintmaartensdijk.

## Erfolge
2019
- eine Etappe Oberösterreich Juniorenrundfahrt

2021
- Mannschaftszeitfahren Okolo Jižních Čech

2022
- Nachwuchswertung Olympia’s Tour
- Omloop der Kempen

2023
- eine Etappe Tour de Bretagne Cycliste

## Grand Tour-Platzierungen
| Grand Tour            | 2024 | 2025 |
| --------------------- | ---- | ---- |
| Giro d’ItaliaGiro     | 104  | –    |
| Tour de FranceTour    | –    | 156  |
| Vuelta a EspañaVuelta | –    |      |